# Luigi Rossi
Luigi Rossi (ca. 1597 - 20 februari 1653) was een Italiaanse barokcomponist.
Hij werd geboren in Torremaggiore, een klein plaatsje in de buurt van Foggia in het koninkrijk Napels. Op jeugdige leeftijd verhuisde hij naar Napels, waar hij muziek studeerde bij de Frans-Vlaamse componist Jean de Macque (ca. 1550-1614), die organist was aan de kerk Santa Casa dell'Annunziata en kapelmeester bij de Spaanse onderkoning van Napels. Rossi trad later in dienst van de Caetanis, hertogen van Traetta.
Luigi Rossi componeerde slechts twee opera’s: 
- Il palazzo incantato, die opgevoerd werd in Rome in 1642
- Orfeo, geschreven nadat hij voor dat doel in 1646 naar Parijs werd uitgenodigd door kardinaal Mazarin, en in 1647 in première gegaan.

In 1648 keerde Rossi naar Frankrijk terug met de bedoeling daar nog een opera te creëren, maar dat bleek niet mogelijk omdat Lodewijk XIV met zijn hofhouding Parijs had verlaten omwille van La Fronde. Daarom keerde Rossi in 1650 naar Rome terug en ondernam hij nooit meer een poging om muziek voor het theater te schrijven.
Een verzameling cantates, gepubliceerd in 1646, vermeldt hem als hofcomponist van kardinaal Antonio Barberini (de Jongere), en Giacomo Antonio Perti noemt hem in één adem met Carissimi en Cesti als "de drie grootste lichten van ons beroep."
Luigi Rossi is vooral opmerkelijk omwille van zijn kamercantates, die behoren tot de fijnste die de 17e eeuw heeft voortgebracht. Een aanzienlijk deel daarvan bevindt zich in manuscriptvorm in de British Library en in de Christ Church Library te Oxford. La Gelosia, uitgegeven door F.A. Gevaert in Les Gloires d'Italie, is een belangrijk voorbeeld. Rossi liet in totaal zo’n 300 cantates na.
- Bibsys: 2073348
- Biblioteca Nacional de España: XX1098713
- Bibliothèque nationale de France: cb13899198t (data)
- CiNii: DA03380316
- Gemeinsame Normdatei: 119006669
- International Standard Name Identifier: 0000 0000 8076 0413
- Library of Congress Control Number: n81021931
- Nationale Bibliotheek van Letland: 000067288
- MusicBrainz: 15e405ca-28a7-4ae4-9fa0-b642577af59c
- Nationale Bibliotheek van Tsjechië: xx0076565
- Nationale bibliotheek van Australië: 36026659
- Nationale Bibliotheek van Israël: 987007273054205171
- Nationale Bibliotheek van Polen: a0000002989030
- Nederlandse Thesaurus van Auteursnamen: 097195294
- Réseau des bibliothèques de Suisse occidentale: 02-A012360577
- Istituto Centrale per il Catalogo Unico: VEAV020776
- SNAC: w6fn1f6v
- Système universitaire de documentation: 112600565
- Trove: 1191802
- Virtual International Authority File: 197503
- WorldCat: E39PBJjhwRK9Xhddq6jHt4BdcP